# Университет штата Иллинойс
Университет штата Иллинойс (англ. Illinois State University; ISU) — общественный университет в Нормале штате Иллинойс, США. Основан в 1857 году как государственный педагогический университет штата Иллинойс. Является старейшим государственным университетом штата Иллинойс. Основной акцент университет делает на подготовке преподавателей. По данным Американской ассоциации колледжей педагогического образования университет признан одним из десяти крупнейших производителей учителей в США.
По состоянию на 2010 год в университете учились 20 762 студента (из них 2508 на магистерских и докторских программах). Педагогический коллектив университета насчитывает 3516 сотрудников, из которых 1184 штатных. Обучение ведётся на 35 факультетах, по 160 специальностям. В университете также обучается около 400 иностранных студентов (в том числе из Юго-Восточной Азии, Китая, Кореи, Японии, Индии, Европы, стран Ближнего Востока, а также с территории бывшего СССР).
Университет расположен в слившихся городах Нормал и Блумингтон в центральной части штата Иллинойс.
Примерно в 100 километрах от Университета штата Иллинойс находится другой крупный университет — Иллинойсский университет в Урбана-Шампейн. Несмотря на схожесть названий, эти университеты никак друг с другом не связаны.

## История
ISU был основан в 1857 году как педагогический вуз. Был создан как Но́рмалский государственный университет штата Иллинойс. Его название отражало его основную миссию нормальной школы. Изначально занятия проводились в центре Блумингтона, в зале для публичных собраний Major’s Hall, в котором состоялся первый съезд Иллинойского отделения Республиканской партии. После завершения строительства Старого Мейна в 1860 году школа переехала в свой нынешний кампус в деревне Северный Блумингтон, которая в 1865 году получила название «Нормаль». Новый город назвал себя в честь университета.
В 1965 году название учебного заведения было изменено на Государственный университет Иллинойса в Нормале, а затем снова в 1968 году на нынешнее — Государственный университет Иллинойса.

## Академическая среда и организация
Основанный как педагогический колледж, в настоящее время университет предлагает ряд программ на уровне бакалавриата, магистратуры и докторантуры.

### Факультеты университета
В состав университета входит 6 колледжей:
- Колледж прикладной науки и техники (College of Applied Science and Technology);
- Колледж гуманитарных и естественных наук (College of Arts and Sciences);
- Школа бизнеса (College of Business);
- Педагогический колледж (College of Education);
- Колледж изящных искусств имени Ким Вон Сук (Wonsook Kim College of Fine Arts);
- Меннонитский колледж медсестер (Mennonite College of Nursing).

## Рейтинг
В 2019 году журнал Forbes поставил университет на 340 место в списке лучших американских колледжей. В 2021 году US News & World Report включил Университет штата Иллинойс в список 310 лучших частных и государственных «национальных университетов» Америки, поставив его на 206 место. В списке «лучшие преподаватели по социальной мобильности» университет занял 224 место, а в списке «лучшие государственные школы» занял 105 место.

## Кампус
Четырехугольник кампуса компактен по сравнению с другими крупными университетами, так как здания расположены близко друг к другу вокруг прямоугольной лужайки в центре. Так называемый Квад — популярное место для небольших специальных мероприятий, таких как просмотры фильмов и проведение концертов, а также фестиваля «Совета университетских программ», на котором организации кампуса устанавливают столы с играми, призами и информацией о своих организациях. Квад также является популярным местом для студентов, чтобы расслабиться, учиться и играть в неформальные спортивные игры.
На территории также находится дендрарий Фелл, который является частью участка площадью 490 акров, на котором произрастает более 154 видов деревьев. В 2008 году дендрарий Фелл получил награду Tree Campus USA.

## Библиотека Милнер
Была названа в честь Анджелины Вернона Милнер (1856—1928), которая являлась первым штатным библиотекарем Педагогического университета штата Иллинойс. Во время пребывания в качестве библиотекаря университета с 1890 по 1927 год, Милнер приписывают организацию первоначальной коллекции университета, состоящей из более чем 40 000 единиц, а также авторство более семидесяти статей и коротких монографий в библиотечных и учебных журналах. Здание библиотеки было построено в 1940 году и названо в ее честь.
Располагающаяся на территории ISU Библиотека Милнер имеет коллекцию из более чем 1,5 миллиона томов и постоянно растущее количество электронных материалов, доступных через интернет для студентов и преподавателей. Коллекция библиотеки известна материалами, связанными с теорией и политикой образования, разработкой учебных программ и вопросами, связанными со специальным образованием и вспомогательными технологиями. Специальные коллекции включают обширные материалы о цирке и смежных искусствах, а также коллекцию детской литературы, в которую входят более 100 томов первого издания, подписанные автором детской литературы и иллюстратором книжек с картинками Лоис Ленски. Объединенные коллекции способствуют высокому положению университета в региональных, национальных и мировых рейтингах. В 2007 году библиотека получила премию имени Джона Коттона Даны. Также является федеральным хранилищем правительственной информации.
В ведении библиотеки находится архив университета доктора Джо Энн Рэйфилд, в котором хранятся избранные официальные документы университетских отделов и организаций, публикации преподавателей и студентов, а также материалы по краеведению, включая собрание семьи Эдлая Стивенсона.
Дополнительные возможности включают хранение книг как на территории, так и за ее пределами, а также отдел консервации.

## Общежития
В семи общежитиях проживает около 6000 студентов. Управляемые жилищной службой университета, они делятся на этажи, каждый из которых ориентирован на стиль жителей с общими интересами.

### Уоттерсон
Является не только самым большим общежитием на территории кампуса, но и одним из самых высоких студенческих общежитий в мире, обеспечивая самую высокую точку обзора в Иллинойсе. На территории есть зоны для оздоровления, тишины, без вредных веществ и ограниченного посещения. Общежитие было построено между 1968 и 1970 годами и названо в честь Артура Уоттерсона, члена географического факультета и заведующего кафедрой. Здания претерпели масштабный ремонт с марта 2010 года по август 2012 года.
Башни-близнецы имеют по пять «домов». Каждый «дом» имеет пять этажей, каждый из которых разделен на четыре апартамента. Все «дома» были названы в честь бывших государственных секретарей США. В 2020 году дома были переименованы из-за того, что у 8 из 10 секретарей были рабы.

### Восточный кампус
Хьюитт и Манчестер Холл построены в 1966 году и названы в честь Эдвина К. Хьюетта, третьего президента университета, и Орсона Манчестера, декана Педагогического университета штата Иллинойс с 1911 по 1928 год.
Являются совместными, но со специальными этажами, полностью мужскими или женскими. Есть этажи, предназначенные для студентов, специализирующихся в области искусства, бизнеса, коммуникации, смежных наук, учебных программ, геоэкологии, информационных технологий, математики и музыки. До недавнего времени Хьюитт был исключительно женским общежитием.
В 2008—2009 годах был проведен капитальный ремонт. Во время этой реконструкции столовая в подвале обоих залов была преобразована в Центр Джулии Н. Визор, который помогает студентам добиваться успехов в учебе за счет дополнительного бесплатного обучения и других услуг.

### Кардинальный двор
В 2012 году университет открыл новые апартаменты Кардинальный двор, чтобы заменить одноименный комплекс, построенный в 1959 году. Новый комплекс, как и старый, предлагает проживание в квартире в сочетании с обучением в университете. Основное отличие состоит в том, раньше он был зарезервирован для супружеских пар и аспирантов.

### Южный кампус
До недавнего времени в Южном кампусе было несколько общежитий. Сейчас в этом районе больше нет студентов, а летом 2016 года здания снесли.
Гамильтон и Уиттен Холл делили общий вход и стойку регистрации. На этажах располагались старшие классы, выпускники, медсестры для студентов, а также отделения патологии речи и аудиологии. Построенное в 1959 году здание было названо в честь Альмы Гамильтон, первой обладательницы степени бакалавра Педагогического университета штата Иллинойс, и Дженни Уиттен, бывшая глава факультета иностранных языков.
Аткин и Колби были построены позже и являлись зеркальным отражением первых зданий, разделяя с ними столовую. Построены в 1962 году как общежития только для женщин, но позже преобразованы в совместные. Названы в честь Эдит Ирен Аткин, профессора математики Государственного педагогического университета Иллинойса с 1909 по 1940 год, и Джун Роуз Колби, профессора английского языка с 1892 по 1932 год.

### Центральный кампус
Общежития Данн, Бартон и Уокер Холл были снесены в 2008 году, чтобы предоставить студентам место для фитнеса, кинезиологии и создания оздоровительного центра.